# アーニー・ケイドー
アーニー・ケイドー（Ernie K-Doe、1933年2月22日 - 2001年7月5日）は、アメリカ合衆国のR&B歌手である。出生名はアーネスト・ケイドー・ジュニア（Ernest Kador, Jr.）。1961年リリースの「Mother-In-Law」が代表曲。

## 来歴

### 初期
1933年2月22日、ニューオーリンズ市内のチャリティー病院で生を受ける。父親はバプティスト教会の牧師だった。7歳の頃から教会のクワイヤーで歌うようになり、10代になるとゴールデン・チェイン・ジュビリー・シンガーズ、ザイオン・トラヴェラーズといったゴスペル・グループにも参加している。
1950年に母親とともにシカゴに移住。ヴォーカル・グループとして著名なフラミンゴスやムーングロウズで歌う機会を得る。ナイトクラブ・シーンでパフォーマンスを続けたものの、シカゴで彼のキャリアが花開くことはなかった。1954年にニューオーリンズに戻ったケイドーは、ヴォーカル・グループのザ・ブルー・ダイアモンズに加入。同グループやソロでデュー・ドロップ・イン、ショー・バーなどのクラブに出演するようになった。

### レコード・デビュー
1954年、サヴォイ・レーベルよりブルー・ダイアモンズ名義のシングル「No Money / Honey Baby」でレコード・デビューを果たす。ここでケイドーは力強いリード・ヴォーカルを取り存在感を示した。
翌1955年には、本名アーネスト・ケイドー (Ernest Kador)名義でスペシャルティ・レコードより「Do Baby Do」でソロ・デビューをするに至った。続いてエンバー・レコードからもシングルを出すもののヒットとはならなかった。

### ミニット入りとMother-In-Lawのヒット
1959年、設立されたばかりのミニット・レコード入りをしたことにより、そんなケイドーに転機が訪れた。同レーベルでは、アラン・トゥーサンが彼のソングライティング、プロデュース、アレンジを手掛け、1枚目のシングル「Make You Love Me」では注目を得ることはできなかったものの、続く「Hello My Lover」は10万枚近くを売り上げるローカル・ヒットとなった。
そして1961年、ミニットからシングル「Mother-In-Law」をリリースしR&Bチャート、Billboard Hot 100双方で1位を獲得する大ヒットとなった。尚、この曲でケイドーの合いの手のベース・ヴォーカルを担当しているのは、翌1962年に「Fortune Teller」(ローリング・ストーンズのカバーでも知られる)のヒットを生んだベニー・スペルマンである。
「Mother-In-Law」は当時、日本でもキングレコードより「ままはは」の邦題でシングル盤がリリースされた。後に「いじわるのママさん」との邦題で出しなおされている。

### 1960年代の活動
その後もミニットでは「Te-Ta-Te-Ta-Ta」(1961年)、「A Certain Girl」(1961年)などがヒットとなったものの、「Mother-In-Law」に匹敵する大ヒットが再び生まれることはなかった。1963年、ケイドーはミニットの創設者ジョー・バナシャクが新たに立ち上げたインスタント・レコードへ移籍。2枚のシングルをリリースした。しかしながら当時のニューオーリンズのR&Bシーンの衰退も相まって成功を収めることはできず、翌年にはケイドーはデューク・レコードへ移籍している。ここでは、1967年に「Later for Tomorrow」、「Until the Real Thing Comes Along」が小ヒットとなった。

### 1970年代
1971年、ケイドーは再びトゥーサンと組み、ジェイナスよりアルバム『Ernie K. Doe』をリリースしている。ここに収録された「Here Comes The Girls」は、2000年代に入ってからイギリスの薬局チェーン、ブーツのコマーシャルに使用され、英国、アイルランドでチャート入りするヒットとなった。
この他1970年代、ケイドーはアイランド・レコード、サンスー・レコードなどからレコードを出している。彼の1976年のニューオーリンズ・ジャズ&ヘリテッジ・フェスティバルでのライヴは、アイランドからリリースとなったライヴ盤『New Orleans Jazz And Heritage Festival 1976』に収録されている。ここで彼は「Taint It The Truth」から「Mother-In-Law」につながるメドレーを熱唱している。

### 後年と死
1980年代になると、ケイドーはニューオーリンズのコミュニティ・ラジオ局WWOZで番組を持ち、ショーのホスト役を務めた。1994年にはニューオーリンズ市内のクレイボーン・アヴェニューに自身のバー/ライヴハウス、マザー・イン・ロウ・ラウンジを開店させた。
1990年代、ケイドーは自らを宇宙の皇帝(Emperor of the Universe)と触れ込むようになり、王冠とマントを身につけるなど、皇帝のキャラクターを演じるようになった。1994年にはリー・ドーシーの従姉妹にあたるアントワネット・ドーシーと結婚した。
1997年、ケイドーはリズム・アンド・ブルース・ファウンデーションの主宰するロックンロール・パイオニア賞を受賞している。
2001年7月5日、ケイドーは長年のアルコール中毒に起因する腎不全、肝不全の合併症により死去した。68歳だった。
マザー・イン・ロウ・ラウンジは、ケイドーの死去後も、妻のアントワネットが経営を続けた。彼女が2009年に亡くなったあと閉店していたが、2014年にトランペッターのカーミット・ラフィンズが経営権を取得。2022年現在、彼によって営業が続いている。

## 影響
「Mother-In-Law」がヒットした翌1962年、日本でスリーファンキーズが「いじわるママさん」の名前でカバー・バージョンをリリースしている。また、大滝詠一は、1975年のアルバム『NIAGARA MOON』の中で「Mother-In-Law」を下敷きにした「楽しい夜更かし」を披露している。作詞・作曲は大滝となっているものの、実質上カバーと言っていい内容である。
2008年、イギリスの女性グループ、シュガーベイブスはケイドーの「Here Comes The Girls」をサンプリングした「Girls」をリリース。UKチャートで3位を記録するヒットとなった。

## ディスコグラフィ

### アルバム
- 1962年 『Mother-In-Law』(Minit)
- 1971年 『Ernie K. Doe』(Janus)

### 編集盤
- 2001年 『Absolutely The Best』(Fuel 2000)
- 2011年 『Here Come The Girls - A History 1960-1970』(Charly)
- 2016年 『Don't Kill My Groove "The Complete Duke Singles 1964-1970”』(Play Back)

### シングル
- 1954年 「No Money / Honey Baby」(Savoy) ※The Blue Diamonds名義
- 1955年 「Eternity / Do Baby Do」(Specialty)
- 1959年 「My Love For You / Tuff-Enuff」(Ember)
- 1959年 「Make You Love Me / There's A Will There's A Way」(Minit)
- 1960年 「Hello My Lover / Taint It The Truth」(Minit)
- 1961年 「Mother-In-Law / Wanted, $10,000.00 Reward」(Minit)
- 1961年 「Real Man / Te-Ta-Te-Ta-Ta 」(Minit)
- 1961年 「A Certain Girl / I Cried My Last Tear」(Minit)
- 1962年 「Come On Home / Popeye Joe」(Minit)
- 1962年 「Love You The Best / Hey, Hey, Hey 」(Minit)
- 1962年 「Beating Like A Tom Tom / I Got To Find Somebody」(Minit)
- 1962年 「Get Out Of My House / Loving You」(Minit)
- 1962年 「Easier Said Than Done / Be Sweet」(Minit)
- 1963年 「I'm The Boss / Pennies Worth Of Happiness」(Minit)
- 1963年 「Baby Since I Met You / Sufferin' So」(Instant)
- 1963年 「Talking Out Of My Head / Reaping What I Sow」(Instant)
- 1964年 「My Mother-In-Law (Is In My Hair Again) / Looking Into The Future」(Duke)
- 1965年 「Little Bit Of Everything / Someone」(Duke)
- 1966年 「Boomerang / Please Don't Stop」(Duke)
- 1966年 「Little Marie / Somebody Told Me」(Duke)
- 1967年 「Dancin' Man / Later For Tomorrow」(Duke)
- 1967年 「Love Me Like I Wanta / Don't Kill My Groove」(Duke)
- 1967年 「(It Will Have To Do) Until The Real Thing Comes Along / Little Marie」(Duke)
- 1968年 「Gotta Pack My Bag / How Sweet You Are」(Duke)
- 1969年 「I’m Sorry / Trying To Make Me Love You」(Duke)
- 1969年 「I'll Make Everything Be Alright / Wishing In Vain」(Duke)
- 1971年 「Here Comes The Girls / A Long Way Back From Home」(Janus)
- 1975年 「Let Me Love You / So Good 」(Island)
- 1975年 「You Got To Love Me / Stoop Down 」(Sansu)
- 1976年 「Hotcha Mama / (I Can't Believe) She Gave It All To Me」(Sansu)